# Ann Romney
Pour les articles homonymes, voir Romney.
Ann Romney, née Ann Lois Davies le 16 avril 1949 à Bloomfield Hills, est une personnalité américaine, épouse de l'homme politique millionaire Mitt Romney.

## Biographie
Issue d'une famille opposée aux religions, fille d'un entrepreneur d'origine galloise et ancien maire de Bloomfield Hills, Ann Lois Davies entame à 15 ans une relation avec Mitt Romney — qu'elle connaissait depuis l'école primaire — elle se convertit deux ans plus tard à sa religion, le mormonisme, avant de l'épouser en 1969. De ce mariage, cinq garçons nés entre 1970 et 1981, voient le jour.
En 1967, elle étudia à l'université Brigham Young, avant de rejoindre l'ancienne université de Grenoble pour un semestre.
De 2003 à 2007, elle fut la First Lady de l'État du Massachusetts.
Depuis 2008, elle participe à toutes les campagnes républicaines, pour l'investiture de son mari à l'élection présidentielle,,.

## Maladies
En 1998, ses médecins lui diagnostiquent une sclérose en plaques, puis un cancer du sein.